# (31813) 1999 RF41
1999 RF41 (asteroide 31813) é um asteroide da cintura principal. Possui uma excentricidade de 0.13096090 e uma inclinação de 23.01565º.
Este asteroide foi descoberto no dia 13 de setembro de 1999 por LINEAR em Socorro.